# Багдадский авиаудар 12 июля 2007 года
Багдадский авиаудар 12 июля 2007 года, также известный как Сопутствующее убийство (англ. Collateral Murder) —  расстрел в иракской столице двумя вертолётами армии США, по разным источникам, от 12 до более 18 мирных жителей, в том числе репортёров. С вертолётов AH-64 Apache было произведено два обстрела 30-миллиметровыми пушками группы иракцев на улице. По данным армейского расследования у одного из них при себе был автомат Калашникова, у другого — РПГ-7. В результате погибли в том числе 2 репортёра Reuters; после чего ракетами AGM-114 Hellfire уничтожено здание, где среди погибших оказались мирные жители. В апреле 2010 года 39-минутная вертолётная видеозапись расстрела была опубликована сайтом WikiLeaks и вызвала большой общественный резонанс.

## Инцидент
Утром 12 июля 2007 года, в первый день операции «Ilaaj», рота «Браво» 16-го пехотного полка попала под спорадический автоматный и гранатомётный обстрел в районе Аль-Амин Аль-Сания Нового Багдада, после чего вызвала воздушную поддержку. Для сопровождения их колонны вылетели 2 вертолёта AH-64 Apache 1-й кавалерийской дивизии. В сотне метров от пехотинцев пилоты заметили группу иракцев примерно из 20 человек, некоторые из которых, как им показалось, были вооружены. В числе этих людей были двое репортёров информационного агентства Рейтер, Намир Нур-Эльдин и Саид Шмах, приехавшие заснять место недавней стрельбы. Камера Нур-Эльдина Canon EOS была ошибочно идентифицирована экипажем как ручной противотанковый гранатомёт. Мужчины обратили внимание на кружащие над их головами вертолёты и перешли на другую улицу, отгородившую их от «Апачей» стеной. Пилот связался с ротой «Браво» и запросил разрешение открыть огонь по вооружённой группе. Получив согласие, он продвинулся в положение прямой видимости людей во дворе и расстрелял их из 30-миллиметровой автоматической пушки. Несколько человек были убиты, в том числе Нур-Эльдин, и другие, как Шмах, ранены.
Вскоре к ползущему Шмаху подъехал минивэн Kia, водитель которого вместе с пассажиром и прохожим пытался отнести Шмаха в машину. Член экипажа сообщил наземному подразделению, что видит «людей, возможно поднимающих тела и оружие». Получив разрешение, пилот открыл огонь из пушки по отъезжающей машине и помогавшим Шмаху людям. Все четверо погибли, были ранены двое детей водителя, сидевших на переднем сиденье.
Далее пилот обратил внимание на здание, куда зашли 2 человека, якобы вооружённых. Пилот запросил разрешение атаковать здание, и получил разрешение на удар в том случае, если оно занято вооружёнными людьми. Наводчик стал готовить ракету AGM-114 Hellfire, в это время у входа в здание были замечены двое невооружённых людей, что заметил член экипажа. В тот момент, когда мимо здания проходил ещё один невооружённый человек, вертолёт выпустил ракету. Находившийся рядом взвод «Бешеная лошадь 1/8» попросил произвести ещё несколько ударов по зданию. После второго залпа наводчик заметил живого человека в противоположной стороне здания, назвал его «сукой», и вскоре был произведён залп по расположению этого человека. В здании жили 3 семьи, в результате атаки погибли 7 жителей. По словам одного из хозяев, среди погибших его жена и дочь.

## Официальная версия американских властей
В день инцидента кроме гибели двух журналистов американское командование сообщило, что были убиты 9 повстанцев, и нет никаких сомнений, что вертолёты атаковали вражеские силы. The Washington Post сообщила, что журналисты возможно были убиты повстанцами, представитель американской армии заявил газете, что американцы «сделали всё возможное, чтобы предотвратить гибель невинных гражданских лиц». Reuters же напротив, заявил, что нет свидетельств присутствия повстанцев в том квартале, и местные полицейские охарактеризовали инцидент как «случайную американскую бомбардировку». Reuters потребовал вернуть ему конфискованные армией камеры убитых, и через Закон о свободе информации пытался получить доступ к камерам вертолётов; в последнем было отказано. Вскоре армия США привела выдержки из закрытого отчёта, из которых следовало, что американцы применили силу в рамках правил, а журналисты стали её случайными жертвами.

## Публикация в сети секретной видеозаписи и последующие события
В январе 2010 года представители специализирующегося на разоблачениях сайта WikiLeaks заявили, что обладают информацией об американских авиаударах по гражданским лицам, и обещали выложить в свободный доступ видеозапись атаки. На пресс-конференции 5 апреля был представлен сайт под названием «Сопутствующее убийство» (англ. Collateral Murder), повествующий об «убийстве иракских гражданских лиц и двух репортёров Reuters». Было представлено 2 видеозаписи, 39-минутная о всех трёх атаках, и 17-минутная о первых двух; последняя привлекла большое внимание. Анонимный представитель армии заявил, что запись подлинная, и что в армейском архиве её больше нет. Источником записи WikiLeaks указал «одного из военных информаторов». Этим информатором считается Брэдли Меннинг, передавший сайту тысячи секретных документов.
Видеозапись привлекла внимание ведущих мировых СМИ. Часть их пыталась оправдать военных, заявляя, что оружие у некоторых убитых всё-таки было, а сама запись значительно отредактирована. Однако большинство были возмущены фактом авиаудара, высказывая недоумение о неизвестно на чем основанной уверенности пилотов, что убитые принадлежали к повстанцам; инцидент назывался военным преступлением. Особое возмущение вызвала вторая атака, когда в нарушение законов и обычаев войны были расстреляны очевидно безоружные люди, пытавшиеся эвакуировать раненого; с критикой этого бесчеловечного расстрела и циничных реплик пилотов на видеозаписи выступили многие правозащитники и журналисты, в частности, правозащитница Джоан Смит, публицист Гленн Гринвальд.